# Shinano (rivier)
De Shinano (信濃川, Shinanogawa) is met zijn 367 km de langste rivier van Japan. De rivier stroomt door de prefecturen Gunma, Nagano en Niigata. In de prefectuur Nagano draagt hij de naam Chikuma (千曲川, Chikumagawa). De rivier wordt door de Japanse wet geclassificeerd als een rivier van eerste klasse. De rivier ontspringt op de berg Kobushi (甲武信ヶ岳, Kōbushi-dake) (2475 m) in het Okuchichibu-gebergte. Deze berg bevindt zich op de grens van de prefecturen Saitama, Yamanashi en Nagano. De rivier mondt uit in de Japanse Zee ter hoogte van de stad Niigata.

## Gemeenten waar de rivier passeert
- prefectuur Nagano
  - Saku
  - Komoro
  - Tōmi
  - Ueda
  - Chikuma
  - Nagano
  - Nakano
  - Iiyama
  - Nozawaonsen
- prefectuur Niigata
  - Tōkamachi
  - Ojiya
  - Nagaoka
  - Sanjo
  - Kamo
  - Niigata